# Mid Somerset League
De Mid Somerset League is een Engelse regionale voetbalcompetitie. 
Er zijn 4 divisies waarvan de hoogste zich op het 14de niveau in de Engelse voetbalpiramide bevindt. De kampioen van de Premier Division kan promoveren naar de Somerset County League. 
De competitie werd in 1923 opgericht als seniorencompetitie en werd na het seizoen 1946/47 opgeheven. In 1950 werd de league heropgericht als juniorcompetitie.